# Monetazione di Abacaenum
La monetazione di Abacaenum ebbe luogo in tre fasi, dal V al III secolo a.C.. Abaceno o Abacano (in latino: Abacaena o Abacaenum, in greco antico: Ἀβάκαινον) era un'antica città della Sicilia, probabilmente di origine sicula. A volte in letteratura si trova anche indicata come monetazione di Abakainon.

## Contesto storico
La collocazione della comunità è nel territorio di Tripi.

## Monetazione
La monetazione è suddivisibile in tre periodi.

### Primo periodo
Una prima fase della monetazione è collocabile negli anni 450 – 400 a.C.
Secondo Rutter questa monetazione, assieme a quelle coeve di Morgantina, Enna, Galaria, è da collegare ai movimenti per l'indipendenza sicula guidati da Ducezio, e quindi ascrivibile agli anni 450-440 a.C.
Le monete emesse sono tutte d'argento e si conoscono tre tipi e due nominali, litra e hemilitron. I tipi sono:
- Zeus è raffigurato al dritto e al rovescio è raffigurato un cinghiale (moneta illustrata). I simboli al rovescio sono una ghianda o un chicco di grano. Questo tipo è usato per la litra e per l'hemilitron.
- Al dritto è rappresentata una testa di ninfa d'acqua, di tre quarti, con i capelli mossi. Al rovescio c'è una scrofa con un maialino. Questo tipo è usato solo per la coniazione della litra
- In un terzo tipo al dritto c'è una testa di ninfa e al rovescio è rappresentato un cinghiale al rovescio (moneta illustrata). Questo tipo è usato per l'hemilitron.

L'etnico usato in questo periodo è ΑΒΑΚΑΙΝΙΝΟΝ, a volte abbreviato in ΑΒΑΚΑ e altre volte diviso tra dritto e rovescio.
Secondo Head il peso è di circa 0,84 grammi per la litra e di circa 0,38 grammi per l'hemilitron.

### Secondo periodo
A questo secondo periodo sono attribuite due serie, entrambe in bronzo; Head data queste serie agli anni 400-350 a.C.
Entrambe le serie presentano al dritto una testa femminile, i capelli racchiusi in una sfendone, che è la fascia che cinge i capelli.
La prima presenta al dritto una protome di toro androprosopo mentre la seconda presenta una protome taurina. 
L'etnico è ΑΒΑΚ[ΑΙΝΙ]ΝΟΝ o ΑΒΑΚΑΙΝΙΝΩΝ.
Il toro androprosopo è un riferimento a un fiume. Secondo Head si tratterebbe di un torrente di montagna chiamato Helicon. 

### Terzo periodo
A questo ultimo periodo sono attribuite tre serie, tutte in bronzo; Head data queste serie dopo il 241 a.C., cioè dopo la fine della prima guerra punica.
A questa data la maggior parte della Sicilia passa sotto il controllo dei Romani e ne segua una grande quantità di emissioni in bronzo anche da parte di comunità che in precedenza non avevano mai coniato. Abacaenum è una delle comunità che conia nuove emissioni.
Le tre serie coniate presentano lo stesso tipo al dritto: testa maschile, probabilmente di Apollo. 
La prima serie ha al dritto un toro passante, la seconda un guerriero stante che tiene una lancia e la terza una lira. Le ultime due sono descritte da Tropea e riportate da Head.
L'etnico usato è ΑΒΑΚΑΙΝΙΝΩΝ.